# Đập Tam Hiệp

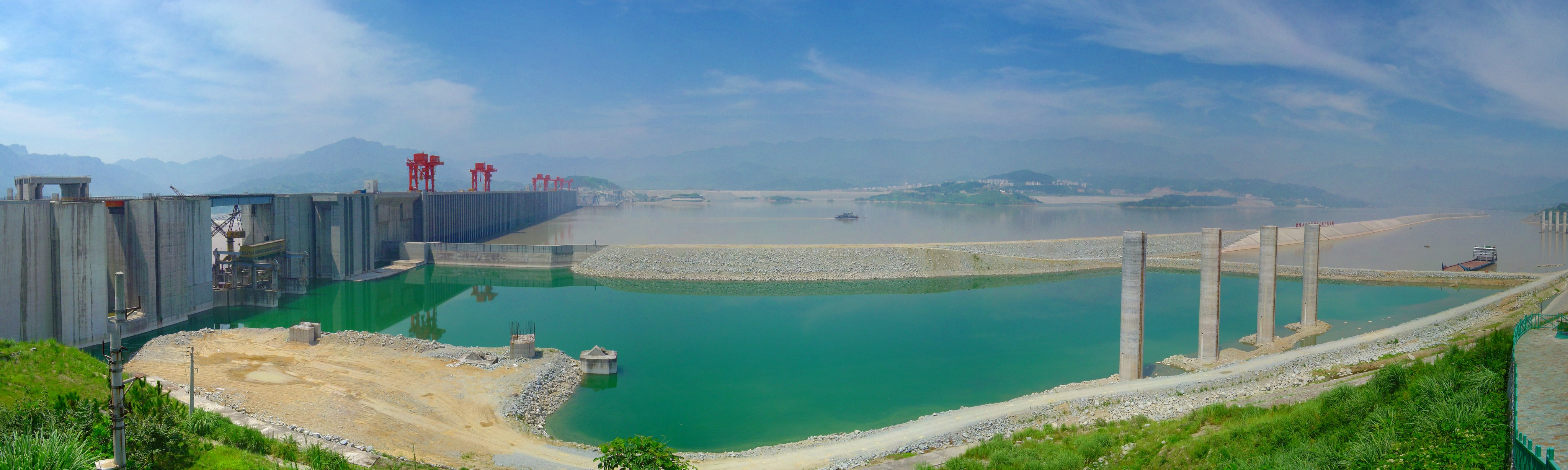
Đập Tam Hiệp, phía thượng lưu có mức nước cao, 26 tháng 7 năm 2004

Đập Tam Hiệp (tiếng Trung: 三峡大壩; Hán-Việt: Tam Hiệp đại bá; bính âm: Chángjiāng Sānxiá Dàbà) là đập thủy điện nằm chặn ngang sông Trường Giang (sông dài thứ ba trên thế giới) tại Tam Đẩu Bình, Nghi Xương, tỉnh Hồ Bắc, Trung Quốc. Công trình được khởi công xây dựng vào năm 1994. Đập Tam Hiệp hiện là đập thủy điện lớn nhất thế giới. Hồ chứa nước của nó đã bắt đầu chứa nước vào ngày 1 tháng 6 năm 2003, chiếm toàn bộ khu vực Tam Hiệp, vị trí đập nằm giữa thành phố Nghi Xương (tỉnh Hồ Bắc) và Phù Lăng (thành phố Trùng Khánh).
Trừ âu thuyền, dự án này cơ bản đã hoàn thành và vận hành đầy đủ các chức năng vào ngày 4 tháng 7 năm 2012, khi các tuốc-bin chính cuối cùng bắt đầu hoạt động. Mỗi tuốc-bin có công suất 700 MW. Thân đập được hoàn thành năm 2006. Ngoài 32 tua-bin chính còn có 2 máy phát điện nhỏ hơn (mỗi máy 50 MW) phục vụ cho nhà máy, tổng công suất phát điện của đập là 22.500 MW.
Giống như nhiều đập nước đang xây dựng khác trên thế giới, dự án này cũng gây ra nhiều ý kiến trái chiều trong và ngoài Trung Quốc. Các đề xuất ủng hộ dựa vào các lợi ích kinh tế từ việc kiểm soát ngập lụt do sông Trường Giang gây ra (vốn đã khiến hàng triệu người thiệt mạng chỉ riêng trong thế kỷ 20) và năng lượng từ thủy điện. Các ý kiến phản đối chủ yếu tập trung vào chi phí cho 1,9 triệu người phải di cư, sự mất đi nhiều địa điểm có giá trị khảo cổ học và văn hóa, cũng như các tác động đến môi trường.

## Các thông số chính

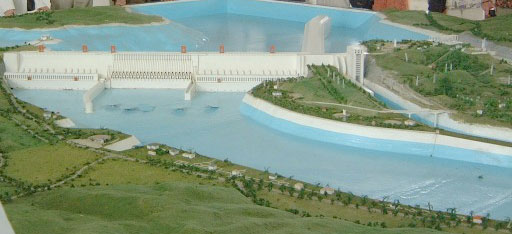
Đập tràn chính với khu phát điện và đập làm nổi tàu ở bên phải

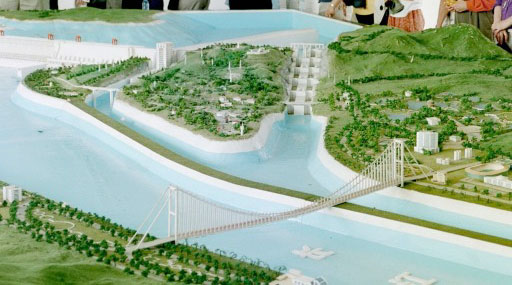
Đập làm nổi tàu ở bên trái, cống kép ở bên phải

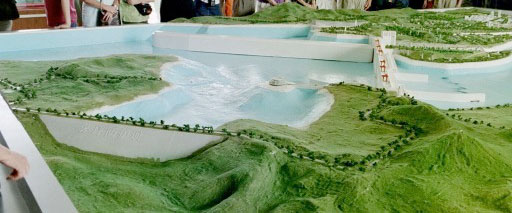
Quang cảnh dọc theo đập chính ở bên phải. Đập phụ ở phía trước với đập nước cho tàu bè ngược dòng ở phía sau

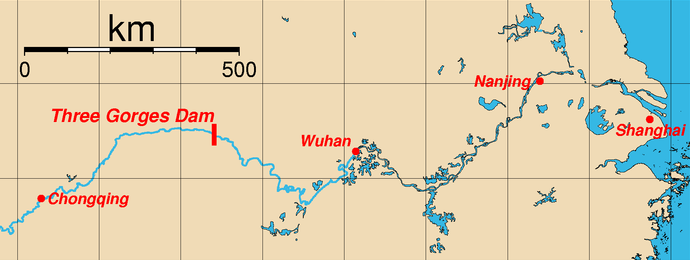
Vị trí của đập Tam Hiệp và các thành phố chính trên sông Dương Tử (Trường Giang).

Được làm từ bê tông và thép, đập có chiều dài 2.355 mét và đỉnh đập cao 185 mét trên mực nước biển. Công trình đã sử dụng 27,2 triệu mét khối bê tông (chủ yếu cho thành đập), 463.000 tấn thép (đủ xây 63 tháp Eiffel),  đào 102,6 triệu mét khối đất. Thành đập cao 181 mét so với nền đá.
Mực nước đập cao tối đa 175 mét trên mực nước biển, cao hơn mực nước sông ở hạ nguồn 110 mét, vùng hồ chứa có chiều dài trung bình khoảng 660 kilômét và rộng 1,12 kilômét. Vùng hồ chứa có thể tích 39,3 km3 và tổng diện tích bề mặt nước 1045 km2. Khi hoàn thành, tổng diện tích đất bị ngập nước của hồ là 632 km2, so với 1350 km2 diện tích bị ngập của Đập Itaipu.
Khu vực: Tam Đẩu Bình, Nghi Xương, tỉnh Hồ Bắc
Độ cao: 181 mét
Vốn đầu tư: 203,9 tỷ nhân dân tệ (24,65 tỷ đô la Mỹ)
Số người phải di chuyển: 2 triệu - có thể hơn
Công suất phát điện thiết kế: 22,5 Gigawatt
Chức năng: Kiểm soát lũ lụt, phát điện, cải thiện giao thông thủy
Tọa độ: 30,82679 độ vĩ bắc, 111,00727 độ kinh đông, độ cao địa hình: 75,00 mét (30°49′48″B 111°0′36″Đ / 30,83°B 111,01°Đ)

## Mô hình đập
Bên cạnh đập là trung tâm tiếp đón có chứa mô hình của đập. Mô hình này cung cấp tổng quan về kỹ thuật tốt nhất về dự án cho người xem. Từ chỗ trưng bày này chỉ cần đi bộ rất ngắn ra ngoài đã dẫn tới một chỗ quan sát cao để nhìn toàn bộ dự án.

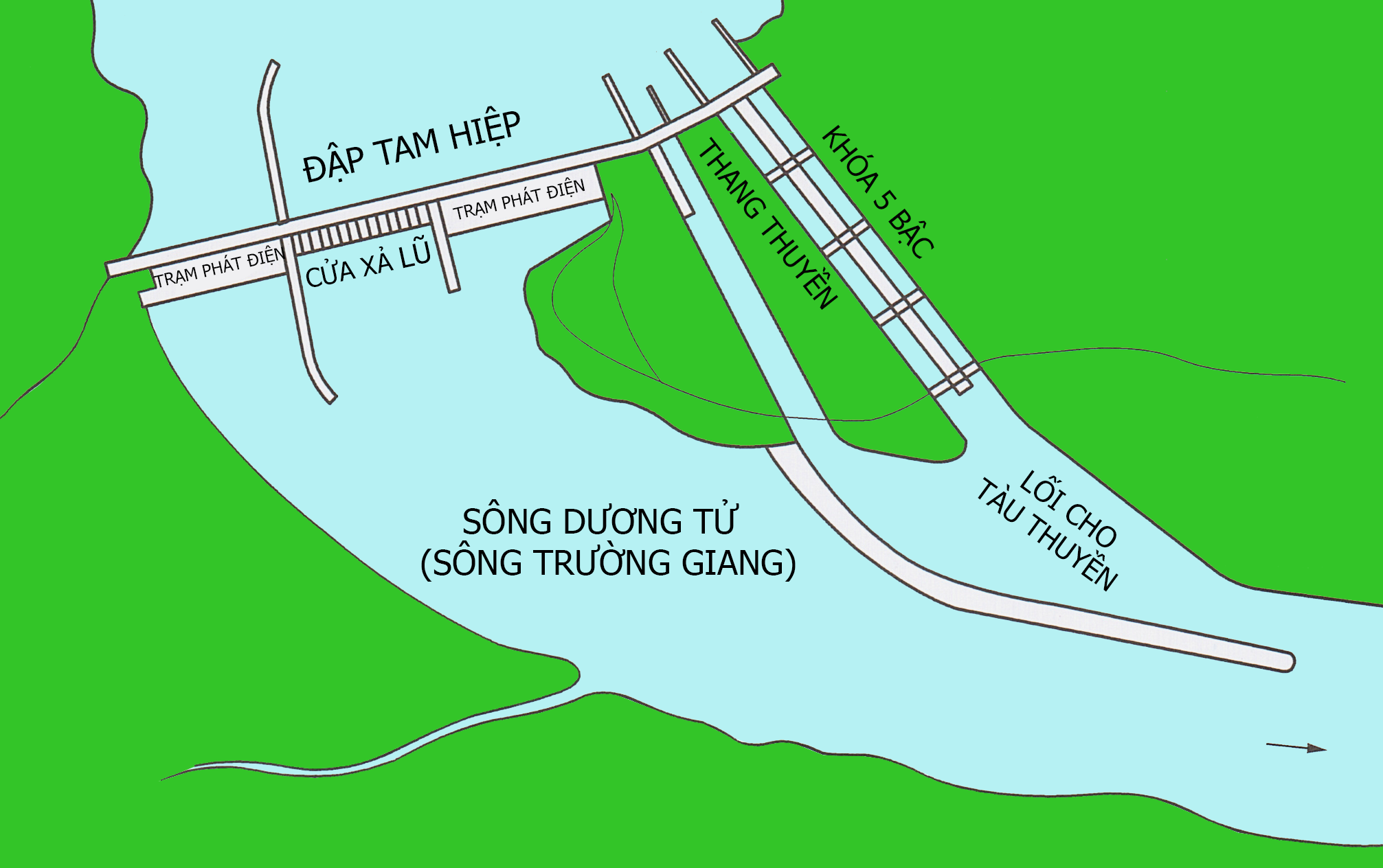
Sơ đồ đập Tam Hiệp với âu tàu bên phải.

## Kinh phí
Chính phủ Trung Quốc ước tính rằng dự án đập Tam Hiệp sẽ có giá 180 tỷ nhân dân tệ (22,5 tỷ đô la). Đến cuối năm 2008, chi phí đã đạt 148.365 tỷ nhân dân tệ, trong đó 64.613 tỷ nhân dân tệ đã được chi cho xây dựng, 68.557 tỷ nhân dân tệ cho việc di dời cư dân bị ảnh hưởng và 15.195 tỷ nhân dân tệ về tài chính. Ước tính trong năm 2009, chi phí xây dựng sẽ được hoàn trả khi con đập tạo ra 1.000 têrawatt giờ (3.600 PJ) điện, năng suất 250 tỷ nhân dân tệ. Do đó, việc hoàn trả toàn bộ chi phí dự kiến sẽ xảy ra mười năm sau khi đập bắt đầu hoạt động hoàn toàn, nhưng toàn bộ chi phí của đập Tam Hiệp đã được hoàn trả vào ngày 20 tháng 12 năm 2013.

Các nguồn tài trợ bao gồm Quỹ xây dựng đập Tam Hiệp, lợi nhuận từ đập Gezhouba, các khoản vay từ Ngân hàng Phát triển Trung Quốc, các khoản vay từ các ngân hàng thương mại trong và ngoài nước, trái phiếu doanh nghiệp và doanh thu từ cả trước và sau khi đập hoạt động hoàn toàn. Các khoản phí bổ sung được đánh giá như sau: Mỗi tỉnh nhận được điện từ đập Tam Hiệp phải trả thêm ¥ 7,00 mỗi MWh. Các tỉnh khác đã phải trả một khoản phí bổ sung ¥ 4,00 mỗi MWh. Khu tự trị Tây Tạng không phải trả phụ phí.

## Lịch sử dự án

### Thời gian xây dựng
- 1993-1997: sau 4 năm khởi công sông Dương Tử bị chặn lại vào tháng 11 năm 1997.
- 1998-2003: các tổ máy phát điện đầu tiên bắt đầu phát điện vào năm 2003, và cửa cống vĩnh cửu được mở cho giao thông thủy trong cùng năm.
- 2004-2009: phần cuối cùng của đập đã được xây xong vào ngày 20 tháng 5, 2006. Khi các bể chứa nước bắt đầu được bơm nước, nước lụt sẽ bắt đầu chiếm chỗ các cộng đồng dân cư. Toàn bộ dự án sẽ hoàn thành vào năm 2009, khi tất cả 26 tổ máy phát (với công suất tổng cộng 18,2 GW) được lắp xong, có thể phát ra 84,7 TWh điện mỗi năm, đáp ứng khoảng một phần ba mươi nhu cầu tiêu thụ điện toàn quốc.[17]

### Đề xuất và xây dựng dự án
Tôn Dật Tiên đã lần đầu tiên xem xét kế hoạch xây dựng đập trên sông Dương Tử vào năm 1919 để phát điện, nhưng ý tưởng này đã bị gác lại do các hoàn cảnh và điều kiện chính trị cũng như kinh tế không thuận lợi. Đến năm 1944, công trình nghiên cứu tiền khả thi đã được giao cho một kỹ sư thành viên của Phòng Nông nghiệp Hoa Kỳ, tuy nhiên dự án này đã bị bỏ dở vào năm 1947. Nguyên nhân chính thức được biết đến là vấn đề tài chính, tuy nhiên trên thực tế là do những sự kiện gắn liền với cuộc cách mạng giành chính quyền của những người cộng sản Trung Quốc. Các trận lụt lội lớn đã làm sống lại ý tưởng này và chính quyền đã chấp thuận nó năm 1954 để kiểm soát lụt lội. Về sau, dự án này được các chuyên gia Liên Xô (cũ) tiếp tục thực hiện cho đến khi quan hệ ngoại giao giữa 2 nước bị rạn nứt. Trên thực tế, bắt đầu từ 1955, các nghiên cứu triển khai dự án đã được tiến hành liên tục.
Thứ trưởng Bộ điện lực Lý Duệ (李锐, Li Rui) đầu tiên cho rằng đập này cần phải đa mục đích, rằng cần phải xây dựng các đập nhỏ hơn trước cho đến khi Trung Quốc có đủ năng lực tài chính để có thể chịu được dự án tốn kém này và việc xây dựng cần được chia thành nhiều giai đoạn để có thời gian giải quyết các vấn đề kỹ thuật, theo như các nhà Trung Quốc học Kenneth Lieberthal và Michel Oksenberg.
Sau này, Lý Duệ kết luận rằng không nhất thiết phải xây dựng đập này do nó quá tốn kém. Ông cũng bổ sung thêm rằng đập nước sẽ làm ngập lụt nhiều thành thị và đất nông nghiệp màu mỡ, làm cho các vùng lưu vực trung và hạ lưu sông Dương Tử bị ngập lụt thảm họa trong quá trình xây dựng và không giúp ích nhiều cho vận tải thủy. Các quan chức tỉnh Tứ Xuyên cũng chống lại việc xây dựng do Tứ Xuyên nằm ở thượng nguồn sẽ phải gánh chịu nhiều phí tổn trong khi tỉnh Hồ Bắc ở hạ nguồn sẽ nhận được nhiều lợi ích.
Lâm Nhất Sơn (林一山, Lin Yishan), chủ nhiệm văn phòng quy hoạch lưu vực Dương Tử, là người chịu trách nhiệm của dự án thì lại cổ vũ cho việc xây dựng đập. Sự lạc quan của ông về việc giải quyết các vấn đề kỹ thuật đã được đẩy đi xa hơn vào năm 1958 do điều kiện chính trị thích hợp và sự ủng hộ của Chủ tịch nước khi đó là Mao Trạch Đông, là người muốn Trung Quốc có đập thủy điện lớn nhất thế giới, theo Lieberthal và Oksenberg. Các phê phán đã bị cấm đoán, nhưng sự trì trệ đã sinh ra từ cuộc Đại nhảy vọt đầy thảm họa và đã kết thúc các công việc chuẩn bị vào năm 1960.
Ý tưởng lại hồi sinh vào năm 1963 như một phần của chính sách mới để xây dựng "mặt trận thứ ba" của công nghiệp tại tây nam Trung Quốc. Nhưng Cách mạng văn hóa Trung Quốc đã nổ ra năm 1966 và trong năm 1969 sự e ngại rằng đập có thể bị Liên Xô (khi đó bị coi là kẻ thù) phá hoại đã góp phần trì hoãn việc xây dựng. Năm 1970, dự án lại được tiếp tục trở lại với Cát Châu Bá, một đập nhỏ hơn về phía hạ lưu, nhưng nó cũng nhanh chóng gặp phải các vấn đề kỹ thuật phức tạp và chi phí đã vượt quá dự toán giống như đối với đập Tam Hiệp xét theo thang độ của từng công trình.
Cải cách kinh tế bắt đầu năm 1978 đã nhấn mạnh nhu cầu về điện năng để cung cấp cho các cơ sở công nghiệp đang lớn mạnh, vì thế Quốc vụ viện Trung Quốc đã phê chuẩn việc xây dựng năm 1979. Nghiên cứu khả thi đã được tiến hành trong các năm 1982 - 1983 để xoa dịu lượng người chỉ trích ngày càng tăng, những người cho rằng dự án này đã không được dựa trên đầy đủ các nghiên cứu về kỹ thuật, xã hội hay môi trường. Trong những năm thập niên 1980, người Mỹ đã quay trở lại tham gia dự án. Các nghiên cứu khả thi tiếp theo đã được tiến hành từ năm 1985 đến 1988 bởi liên doanh Canada quốc tế của dự án quản lý sông Dương Tử, một côngxoócxiom của 5 hãng công nghệ Canada.
Theo Lieberthal và Oksenberg, các lãnh đạo của Trùng Khánh cũng đột ngột yêu cầu là độ cao của đập cần nâng một cách đáng kể đến mức nó có thể làm hỏng dự án và giải phóng họ khỏi gánh nặng của các chi phí. Độ cao mới và yêu cầu về nghiên cứu tin cậy hơn bằng sử dụng các tiêu chuẩn quốc tế đã sinh ra nghiên cứu khả thi mới vào năm 1986.
Nhà sinh thái học, viện sĩ Hầu Học Dục (侯学煜, Hou Xueyu) là một trong số ít người từ chối không ký vào báo cáo môi trường vì cho rằng nó đã báo cáo sai sự thật về các lợi ích môi trường thu được nhờ đập này và đã đánh giá không đúng phạm vi ảnh hưởng tới môi trường cũng như thiếu các giải pháp cụ thể cho các lo ngại về môi trường.
Những nhà hoạt động vì sinh thái môi trường trong nước và quốc tế bắt đầu phản đối gay gắt hơn. Các luật gia về nhân quyền đã chỉ trích kế hoạch tái định cư. Các nhà khảo cổ học cũng e ngại do sự nhấn chìm của một lượng lớn các di tích lịch sử. Nhiều người đã nói về việc mất đi của một trong những kỳ quan đẹp nhất thế giới.
Có không ít các kỹ sư tỏ ý không tin tưởng rằng đập thực sự sẽ đạt được các mục đích đề ra. Nhà báo/kỹ sư Đái Tình đã xuất bản cuốn sách gồm các chỉ trích nghiêm khắc của các nhà khoa học Trung Quốc đối với dự án này. Tuy thế rất nhiều công ty xây dựng nước ngoài vẫn tiếp tục thúc ép chính quyền của họ ủng hộ về tài chính do việc xây dựng với hy vọng thắng thầu.

### Phê chuẩn dự án

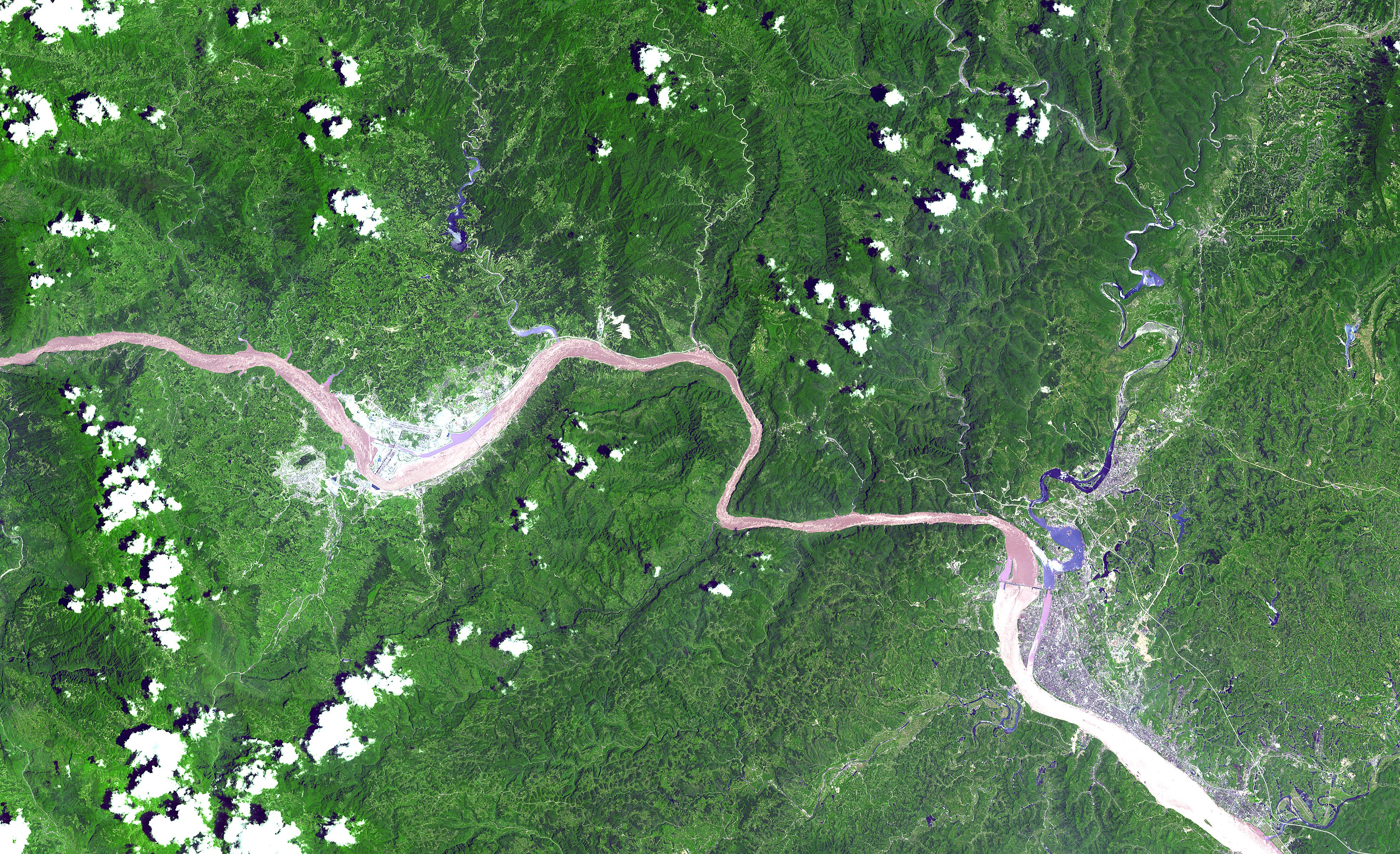
Đập Tam Hiệp nhìn từ vệ tinh

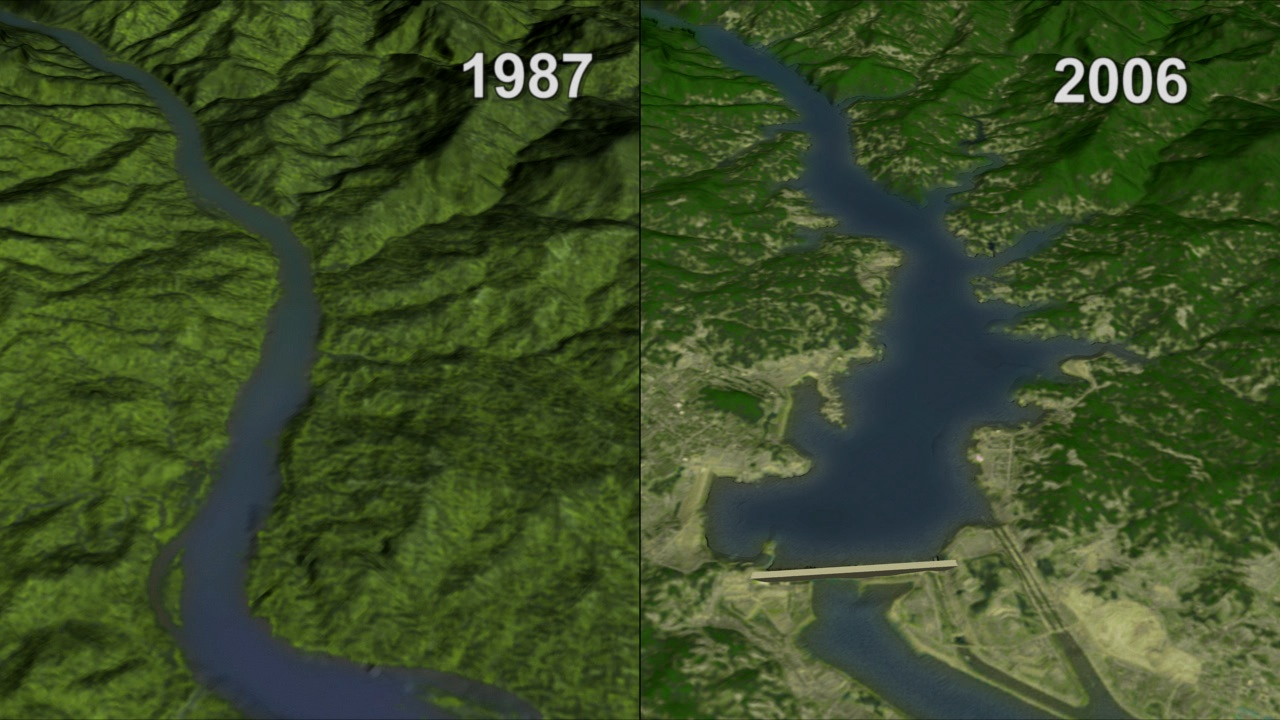
Hình ảnh đoạn sông Trường Giang trước và sau khi đập Tam Hiệp hoàn thành.

Đối mặt với áp lực trong nước và quốc tế, Quốc vụ viện Trung Quốc vào tháng 3 năm 1989 đã đồng ý hoãn kế hoạch xây dựng này lại trong 5 năm. Tuy nhiên, sau sự kiện Thiên An Môn 1989, chính quyền đã cấm các tranh cãi về con đập này, kết tội các chỉ trích của nước ngoài là thiển cận hay có ý đồ làm suy yếu chính quyền cũng như bắt giam Đới Tình và nhiều người chỉ trích khác.
Thủ tướng Lý Bằng đã vận động cho việc xây dựng đập này và đưa nó đến quyết định cuối cùng tại Đại hội Đại biểu Nhân dân Toàn quốc Trung Quốc vào tháng 4 năm 1992 mặc dù 1/3 số đại biểu bỏ phiếu trắng hoặc bỏ phiếu chống. Đây là sự kiện chưa từng có tiền lệ từ cơ quan mà thông thường rất nhanh chóng thông qua các đề nghị của chính phủ. Quyết định xây dựng công trình đập Tam Hiệp được chính thức thông qua tại phiên họp Quốc hội Trung Quốc vào ngày 3 tháng 4 năm 1992 với 1.767 phiếu thuận, 177 phiếu chống và 664 phiếu trắng.
Việc tái định cư được tiến hành ngay sau đó và những sự chuẩn bị về vật chất đã bắt đầu năm 1994. Trong khi chính phủ tập trung thu hút công nghệ, dịch vụ, tài chính từ phía nước ngoài thì các lãnh đạo lại dành cho các hãng Trung Quốc công nghệ và các hợp đồng xây dựng.
Các vụ bê bối tham nhũng đã gây nhiều điều tiếng đối với dự án này. Người ta cho rằng các nhà thầu đã thắng thầu nhờ đút lót và sau đó đã bớt xén thiết bị và vật liệu để rút bóp các quỹ dành cho xây dựng. Người ta đồn rằng chủ tịch tập đoàn phát triển kinh tế Tam Hiệp đã mua bán các công việc tại công ty ông ta, rút các khoản tiền từ các khoản vay có liên quan đến dự án và biến mất vào tháng 5 năm 2000. Các viên chức của Uỷ ban tái định cư Tam Hiệp đã bị bắt vì tội tham ô các quỹ của chương trình tái định cư vào tháng 1 năm 2000.
Nhiều hạng mục trong dự án có chất lượng tồi tệ đến mức thủ tướng Chu Dung Cơ đã phải ra lệnh bỏ đi vào năm 1999 sau khi một loại các tai nạn lớn đã xảy ra, bao gồm cả sập cầu. Chu Dung Cơ, một người đã từng chỉ trích dự án này rất gay gắt, thông báo rằng các quan chức có "một núi trách nhiệm trên đầu họ." Cùng thời gian này, các rạn nứt đáng kể đã xuất hiện trong đập. Để bù đắp lại các chi phí xây dựng, các quan chức của dự án đã lặng lẽ thay đổi kế hoạch vận hành đã được thông qua bởi Quốc hội là làm đầy hồ chứa nước sau 6 năm chứ không phải 10 năm. Để phản ứng lại, 53 kỹ sư và viện sĩ đã kiến nghị với Chủ tịch Giang Trạch Dân hai lần vào nửa đầu năm 2000 để làm chậm việc làm đầy hồ chứa nước cũng như việc tái định cư dân chúng trong vùng cho đến khi các nhà khoa học có thể xác định có hay không việc hồ chứa nước cao hơn gây ra các vấn đề về trầm tích. Tuy nhiên, việc xây dựng vẫn cứ được tiếp tục tiến hành.

## Sản xuất và phân phối điện

### Công suất phát điện

Sản xuất điện ở Trung Quốc theo nguồn. So sánh: Đập Tam Hiệp hoàn thành đầy đủ sẽ đóng góp khoảng 100 TWh điện mỗi năm.

Việc sản xuất điện tại đập được China Yangtze Power quản lý, một công ty con được niêm yết của Tập đoàn Tam Hiệp Trung Quốc (CTGC) EDA Central Enterprise SOE do SASAC quản lý. Đập Tam Hiệp là nhà máy thủy điện có công suất lớn nhất thế giới với 34   máy phát điện: 32 máy phát chính, mỗi máy có công suất 700   MW, và hai máy phát điện nhà máy, mỗi máy có công suất 50   MW, tổng công suất 22.500   MW. Trong số 32 máy phát điện chính đó, 14 máy được lắp đặt ở phía bắc của đập, 12 ở phía nam và sáu máy còn lại trong nhà máy điện ngầm ở vùng núi phía nam của đập. Sản lượng điện hàng năm trong năm 2015 là 87   TWh, gấp 20 lần so với đập Hoover.

### Máy phát điện
Các máy phát điện chính nặng khoảng 6.000 tấn mỗi máy và được thiết kế để sản xuất hơn 700 MW điện. Các thiết kế đầu của máy phát điện là 80,6 mét (264 ft). Tốc độ dòng chảy dao động trong khoảng 600–950 mét khối trên giây (21.000–34.000 cu ft/s) tùy thuộc vào mức nước có sẵn. Mức nước càng lớn, càng ít nước cần thiết để đạt được toàn bộ công suất. Tam Hiệp sử dụng tuabin Francis. Đường kính tuabin là 9,7 / 10,4   m (thiết kế VGS / thiết kế của Alstom) và tốc độ quay là 75   vòng quay mỗi phút. Điều này có nghĩa là để tạo ra công suất ở tần số 50 Hz, các rôto máy phát có 80 cực. Công suất định mức là 778 MVA, tối đa là 840   MVA và hệ số công suất là 0,9. Máy phát điện tạo ra năng lượng điện ở mức 20 kV. Điện được tạo ra sau đó được tăng lên tới 500 kV để truyền tải ở mức 50 Hz. Đường kính ngoài của stato máy phát là 21,4/20,9 m. Đường kính trong là 18,5/18,8 m. Stator lớn nhất của loại này, là 3,1/3 m chiều cao. Tải trọng chịu lực là 5050/5500 tấn. Hiệu suất trung bình là hơn 94% và đạt 96,5%.

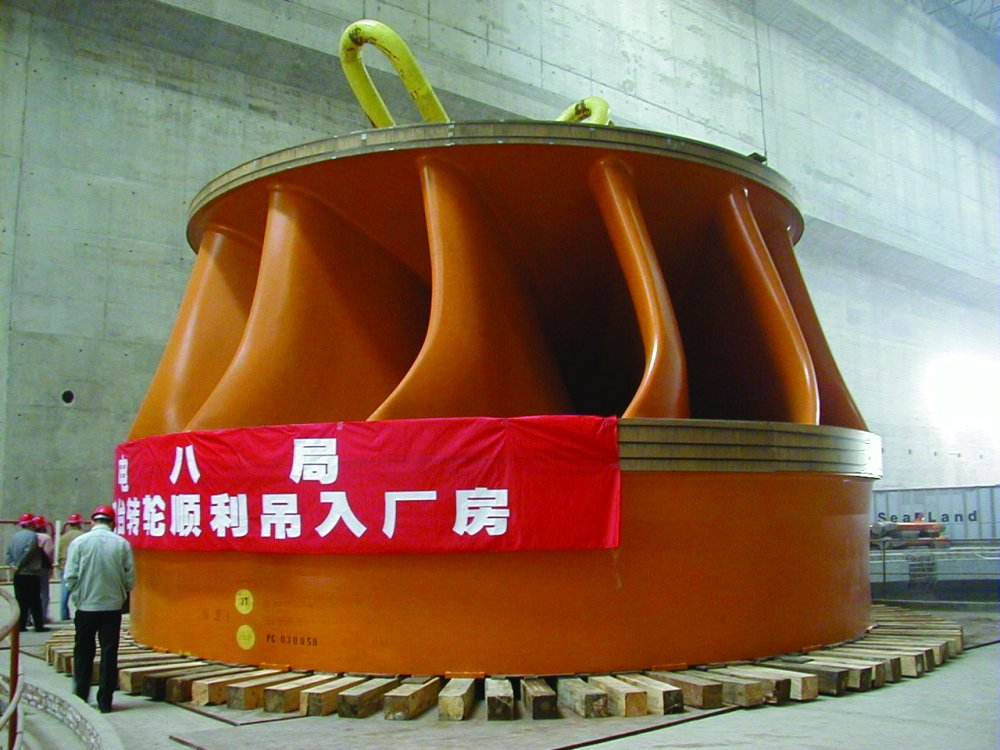
Tua bin của đập Tam Hiệp

Các máy phát điện được sản xuất bởi hai liên doanh: một trong số đó là Alstom, ABB Group, Kvaerner và công ty Cáp Nhĩ Tân của Trung Quốc; Voith khác, General Electric, Siemens (viết tắt là VGS) và công ty Oriental Motor của Trung Quốc. Thỏa thuận chuyển giao công nghệ đã được ký kết cùng với hợp đồng. Hầu hết các máy phát điện đều được làm mát bằng nước. Một số máy mới hơn được làm mát bằng không khí, đơn giản hơn trong thiết kế và sản xuất và dễ bảo trì hơn.

### Tiến độ lắp đặt máy phát điện
Máy phát điện chính phía bắc đầu tiên (số 22) bắt đầu vào ngày 10 tháng 7 năm 2003; phía bắc đã hoàn toàn hoạt động vào ngày 7 tháng 9 năm 2005, với việc triển khai máy phát điện số 9. Toàn bộ công suất (9.800   MW) chỉ đạt được vào ngày 18 tháng 10 năm 2006, sau khi mực nước đạt 156 m.
12 máy phát điện chính phía nam cũng đang hoạt động. Máy số 22 bắt đầu hoạt động vào ngày 11 tháng 6 năm 2007 và số 15 bắt đầu vào ngày 30 tháng 10 năm 2008  Máy thứ sáu (số 17) bắt đầu hoạt động vào ngày 18 tháng 12 năm 2007, nâng công suất lên 14,1   GW, cuối cùng đã vượt qua Itaipu (14.0   GW), để trở thành nhà máy thủy điện lớn nhất thế giới theo công suất.
Kể từ ngày 23 tháng 5 năm 2012, khi máy phát chính cuối cùng, số 27, hoàn thành thử nghiệm cuối cùng, sáu máy phát chính chính dưới lòng đất cũng đang hoạt động, nâng công suất lên 22,5 GW. Sau chín năm xây dựng, lắp đặt và thử nghiệm, nhà máy điện hiện đã hoạt động với đầy đủ công suất.

## Tranh cãi

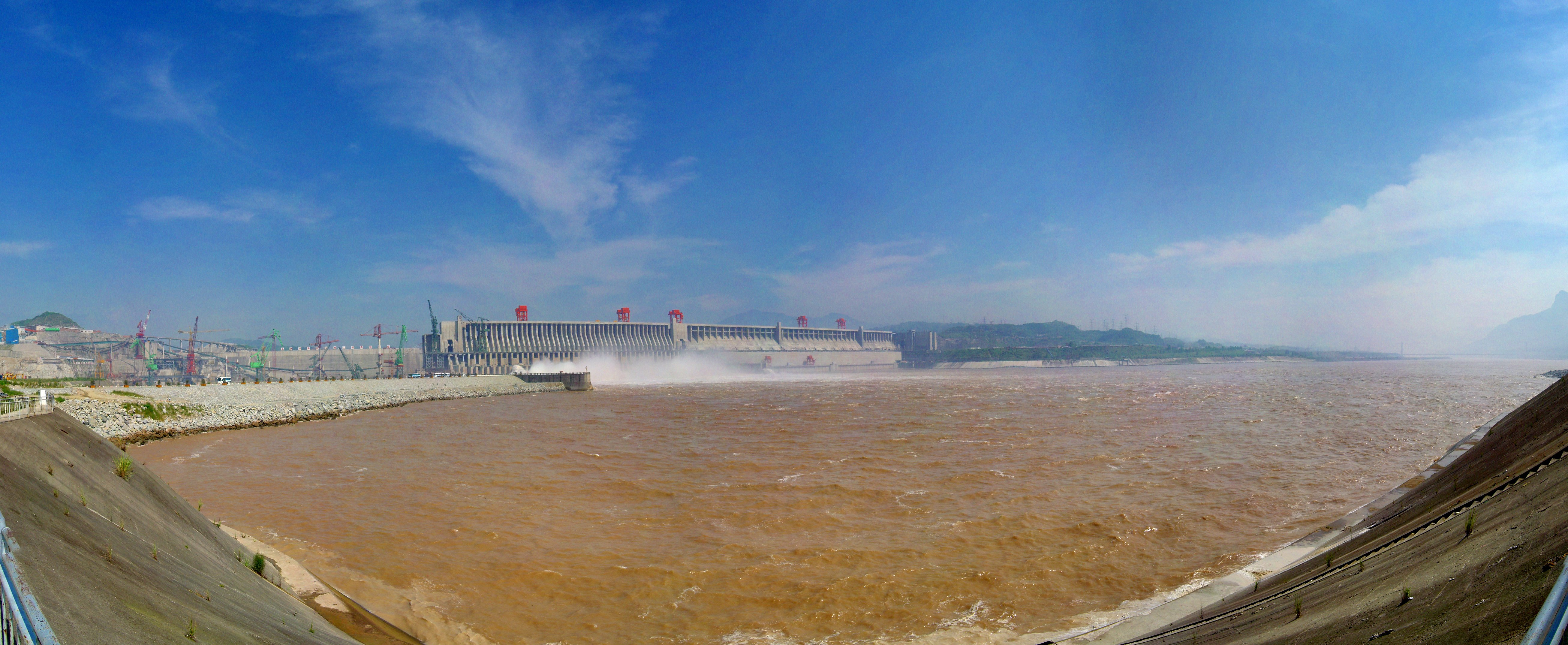
Khu vực xây dựng đập Tam Hiệp, phía hạ lưu, 26 tháng 7 năm 2004

### Chi phí
Thông báo chính thức cho rằng dự án này sẽ tiêu tốn trong phạm vi 25 tỷ USD tiền ngân sách và cho rằng dự án có thể tự trang trải nhờ phát điện. Tuy nhiên, người ta cho rằng dự án này chi phí nhiều hơn tất cả các dự án xây dựng khác trong lịch sử, với ước tính không chính thức là 75 tỷ USD hoặc cao hơn. Cũng lưu ý rằng con số ước tính này ($75 tỷ) đã loại bỏ các khoản tham nhũng, các tổn thất trong hủy diệt đất trồng trọt, tái định cư dân chúng cũng như các tổn thất môi trường.

### Chi phí di cư
Các chỉ trích coi con đập chủ yếu để phục vụ cho lợi ích của các nhà sản xuất công nghiệp phần bờ biển phía đông do ở đây họ có nhu cầu cao về điện năng. Không may là điều này lại dựa trên phí tổn của hàng triệu người đã bị đưa ra khỏi những vùng đất trồng trọt chủ yếu của họ. Góp phần làm cho tình hình xấu hơn là các đền bù tái định cư không hợp lý, số lượng người tái định cư về tổng thể là khó ước tính cũng như các khu đất mới của họ là xấu hơn.

### Môi trường
Thủy điện là một nguồn năng lượng tái tạo mà không sinh ra các chất thải, mặc dù có những chứng cứ mới cho rằng các đập nước có thể sinh ra một lượng lớn cacbon dioxide và một khối lượng đáng kể khí mêtan1 do các hoạt động của vi sinh vật trong các hồ chứa nước.
Các đập nước theo bản chất tự nhiên của chúng làm biến đổi hệ sinh thái và đe dọa một số loài sinh vật trong khi lại hỗ trợ cho một số loài khác. Cá heo sông Dương Tử là một ví dụ đang trên đà tuyệt chủng và sẽ bị mất môi trường sinh sống do con đập này.
Trong khi việc chặt hạ cây cối của khu vực để xây dựng làm tăng khả năng xói mòn thì việc ngăn chặn các trận lũ lụt không kiểm soát được sẽ làm giảm xói mòn trong một chu kỳ dài hơn.

### Khu vực văn hóa và cảnh quan thiên nhiên
Hồ chứa nước dài 600 km (370 dặm) sẽ làm ngập khoảng 1.300 địa chỉ khảo cổ và tiêu diệt vẻ đẹp huyền thoại của Tam Hiệp. Các di tích văn hóa và lịch sử đã phát hiện đang được di chuyển tới những vùng đất cao hơn nhưng ngập lụt của Tam Hiệp sẽ bao phủ nhiều di tích tiềm ẩn chưa phát hiện ra.

### Giao thông thủy

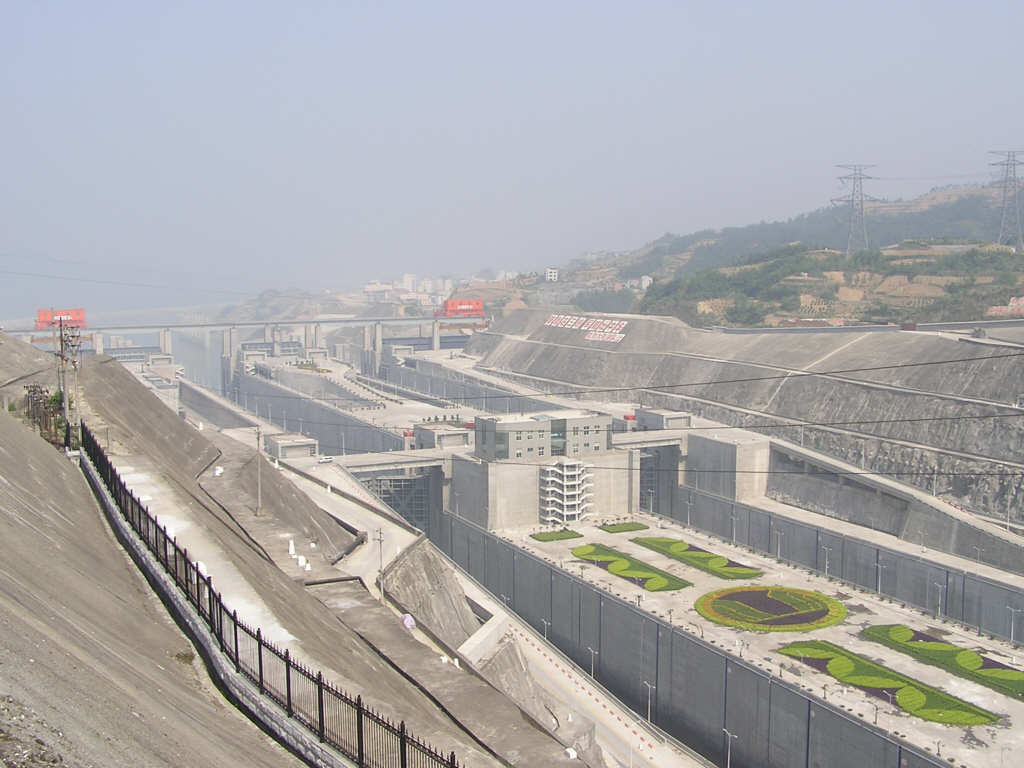
Đập Tam Hiệp, cửa cống để cho tàu bè qua lại đập, tháng 5 năm 2004.

Việc đưa vào sử dụng các cửa cống tàu bè có thể sẽ làm tăng vận tải đường sông từ 10 đến 50 triệu tấn hàng năm, với chi phí vận chuyển giảm khoảng 30 - 37%. Vận tải thủy cũng sẽ an toàn hơn, do các hẻm núi này đã rất lừng danh trong lịch sử về độ nguy hiểm cho vận tải. Các chỉ trích thì cho rằng lượng bùn lớn sẽ lấp đầy các cảng chẳng hạn Trùng Khánh trong vài năm dựa trên cơ sở các chứng cứ từ các dự án đập nước khác.

### Kiểm soát ngập lụt
Hồ chứa nước dung tích 22 km³ (28,9 tỷ khối theo thước Anh) sẽ làm giảm tần suất các trận ngập lụt lớn từ một lần trong 10 năm xuống còn 1 lần trong 100 năm. Nhưng các chỉ trích thì cho rằng sông Dương Tử sẽ bổ sung thêm trung bình khoảng 530 triệu tấn bùn vào hồ trên một năm và nó sẽ nhanh chóng không còn tác dụng trong việc ngăn chặn lũ lụt. Việc tăng thêm trầm tích vào hồ có thể làm tăng mức nước lũ vốn đã cao tại Trùng Khánh.
Tổ chức Probe International cho rằng đập nước này không có tác dụng ngăn chặn lũ lụt, do bị mất đi các cánh rừng trong lưu vực sông Dương Tử cũng như sự mất đi của 13.000 km² hồ (có tác dụng làm giảm bớt đi sự ngập lụt) do bùn lầy hóa, cải tạo và các phát triển không kiểm soát được.

### Các rủi ro tiềm ẩn
Việc xây dựng đập được báo cáo là có những chỗ chất lượng kém, với các vết nứt lớn đã xuất hiện trong thân đập vào năm 2000, đã dẫn đến các chỉ trích trong tiên tri các thảm họa tiềm ẩn tương tự như đối với đập Bản Kiều năm 1975.
Trong báo cáo hàng năm tới Quốc hội Hoa Kỳ, Bộ quốc phòng Mỹ cho rằng những người Đài Loan là "những người đề xuất các cú đánh vào đại lục dường như hy vọng rằng các đe dọa đối với dân cư đô thị Trung Quốc hay các mục tiêu có giá trị như đập Tam Hiệp sẽ làm giảm bớt sự áp bức quân sự của người Trung Quốc." Ý nghĩ cho rằng giới quân sự Đài Loan có thể tìm cách tiêu hủy đập Tam Hiệp đã gây ra phản ứng giận dữ từ các phương tiện thông tin đại chúng của đại lục. Tướng Liu Yuan của Giải phóng quân nhân dân đã phát biểu  trên China Youth Daily rằng giải phóng quân nhân dân cần "nghiêm túc trong việc bảo vệ chống lại những đe dọa từ những kẻ khủng bố Đài Loan". Mặc dù có tuyên bố của thứ trưởng quốc phòng Đài Loan Thái Minh Hiền về sự ngược lại, phần lớn các nhà phân tích cho rằng người Đài Loan không có khả năng mà cũng không tìm kiếm các công nghệ để ném bom có chứa đầu đạn hạt nhân vào đập Tam Hiệp vì những đe dọa của Bắc Kinh về việc đáp trả bằng lực lượng quân sự áp đảo nhằm đe dọa đến hòa bình thế giới.
Trong tháng 9 năm 2004 Thời báo Trung Quốc (China Daily) thông báo rằng một lực lượng vũ trang lớn đã được triển khai tại khu vực này để chống lại cuộc tấn công khủng bố có thể xảy ra, nhưng không nói rõ về những kẻ muốn tấn công đập.
Ở đây có hai rủi ro đã được thống nhất xác định đối với đập2; đó là mô hình trầm tích vẫn chưa được kiểm tra kỹ và đập này nằm trên đứt gãy địa chấn. Trầm tích quá nhiều có thể che lấp các cửa xả nước, và nó có thể gây tổn hại cho đập trong một số tình huống. Đây chính là nguyên nhân gây ra sự cố của đập Bản Kiều năm 1975 đã làm hỏng 61 đập nước khác và gây ra cái chết của hơn 200.000 người. Ngoài ra, trọng lượng của đập và hồ chứa nước về lý thuyết có thể sinh ra địa chấn cảm ứng, giống như đã xảy ra với đập Katse ở Lesotho.

## Truyền tải điện năng
| Năm  | Số lượng Tổ máy | TWh     |               |
| ---- | --------------- | ------- | ------------- |
| 2003 | 6               | 8.607   |               |
| 2004 | 11              | 39.155  |               |
| 2005 | 14              | 49.090  |               |
| 2006 | 14              | 49.250  |               |
| 2007 | 21              | 61.600  |               |
| 2008 | 26              | 80.812  | [ 47 ]        |
| 2009 | 26              | 79.470  | [ 48 ]        |
| 2010 | 26              | 84.370  | [ 49 ]        |
| 2011 | 29              | 78.290  | [ 50 ]        |
| 2012 | 32              | 98.100  | [ 51 ]        |
| 2013 | 32              | 83.270  | [ 52 ]        |
| 2014 | 32              | 98.800  | [ 53 ]        |
| 2015 | 32              | 87.000  | [ 54 ]        |
| 2016 | 32              | 93.500  | [ 55 ]        |
| 2017 | 32              | 97.600  | [ 56 ]        |
| 2018 | 32              | 101.600 | [ 57 ] [ 58 ] |
| 2019 | 32              | 96.880  | [ 59 ]        |

Phân phối điện năng của nhà máy thủy điện Tam Hiệp sẽ không chỉ nằm trong giới hạn của Hệ thống lưới điện trung tâm Trung Quốc (bao trùm các tỉnh Hà Nam, Hồ Bắc, Hồ Nam, và Giang Tây). Thay vì điều này, điện năng cũng sẽ được truyền tải về phía tây tới Trùng Khánh và lưới điện Tứ Xuyên cũng như theo các tuyến khác về khu vực bờ biển phía đông và đông nam. Trong khi điện năng được truyền tải tới Trùng Khánh và Tứ Xuyên thông qua hệ thống đường dây 500 kV AC thì công nghệ HVDC (điện cao thế một chiều) sẽ được sử dụng cho việc phân phối về phía đông. Hai tuyến truyền tải có công suất lớn là HVDC Tam Hiệp-Trường Châu và HVDC Tam Hiệp-Quảng Đông, sẽ truyền tải điện năng về phía đông (tới khu vực Thượng Hải) và phía nam (tới tỉnh Quảng Đông).

## Các đập ở thượng nguồn
Để tối đa hóa tiện ích của đập Tam Hiệp và cắt giảm sự bồi lắng trầm tích từ sông Kim Sa trên thượng nguồn của sông Dương Tử, chính quyền Trung Quốc có kế hoạch xây dựng một loạt các đập thủy điện trên sông Kim Sa, bao gồm đập Ô Đông Đức, đập Bạch Hạc Than, cùng với đập Khê Lạc Độ và đập Hướng Gia Bá hiện đã hoàn thành. Tổng công suất của bốn con đập đó là 38.500 MW, gần gấp đôi công suất của Tam Hiệp. Bạch Hạc Than và Ô Đông Đức đã đưa vào vận hành từng bước (Vẫn đang trong quá trình hoàn thiện xây dựng). Tám đập khác nằm ở giữa dòng Kim Sa và tám đập nữa ở thượng nguồn.